# セ・リーグオールスター東西対抗
セ・リーグオールスター東西対抗は、日本プロ野球・セントラル・リーグのイベントとして11月に行われた大会である。
同大会はセントラル・リーグに参加する6チームを、読売ジャイアンツ・ヤクルトスワローズ・横浜大洋ホエールズ→横浜ベイスターズの東軍と中日ドラゴンズ・阪神タイガース・広島東洋カープの西軍それぞれに分けて、各チームから選抜された選手らによる対抗戦だった。開始当初は参加各チームのホームスタジアム球場を使ったが、その後九州地方（主に宮崎県・鹿児島県）で開催された。1999年を最後に事実上、20年の歴史に幕を降ろした。
1979年の第1回と翌80年の第2回は、全選手がセ・リーグ連盟旗の色をモチーフとして作られた大会オリジナルのユニフォーム（東軍がオレンジ地、西軍がグリーン地）及びセ・リーグ30周年を記念し所属球団のものに3本の横線を入れた同じく大会オリジナルの帽子を着用してプレーしたが、81年の第3回以降は大会オリジナルのユニフォーム・帽子は廃止され、全選手が所属球団のユニフォーム・帽子を着用することになった。

## 開催球場と放映テレビ局
- 1979年：横浜スタジアム（フジテレビ／FNS）

セ・リーグ発足30周年記念、フジテレビ開局20周年記念、ニッポン放送開局25周年記念の一環として開催。
- 1980年：ナゴヤ球場（CBC／JNN）

CBC創立30周年記念の一環として開催。試合後、巨人・王貞治と中日・高木守道の引退セレモニーも行われた。なお、同年巨人監督を解任された長嶋茂雄は参加せず（代理として巨人コーチの末次利光が出場）。ちなみにレフトスタンドには「長嶋不滅、よみうり破滅」という、長嶋解任の首謀者となった読売新聞及び当時の同社のドン務臺光雄に対する怒りの横断幕も見受けられた。
- 1981年：明治神宮野球場（フジテレビ／FNS）
- 1982年：広島市民球場（RCC／JNN）

RCC開局30周年記念の一環として開催。
- 1983年：阪神甲子園球場（MBS／JNN）

甲子園球場にとっては手書きスコアボードによる最後の試合となった（翌年、電光掲示板に全面改装）。また、巨人の同僚時代に兄貴分・弟分のような関係でもあった巨人・堀内恒夫と阪神・小林繁は共にこの大会が現役選手としての最終登板となった。
- 1984年：ナゴヤ球場（CBC／JNN）
- 1985年：後楽園球場（TBS／JNN）

TBSの創立35周年及びテレビ開局30周年記念の一環として開催。同テレビにとっては1955年の開局（当時はラジオ東京テレビ）以来セ・リーグに関しては初、なお且つ唯一の後楽園球場からのプロ野球中継となった（パ・リーグの試合は1978年4月22日(土)に日本ハム－近鉄の前期6回戦を中継している）。
- 1986年：香川県営野球場（TBS・RSK／JNN）
- 1987年：広島市民球場（RCC／JNN）
- 1988年：平和台野球場（RKB／JNN）
- 1989年：セ・パ両リーグ40周年イベントの為開催せず
- 1990年：宮崎市営球場（NHK BS1）

## 関連の大会
- パ・リーグオールスター東西対抗